# Jazz entre amigos
Jazz entre amigos fue un programa de televisión dedicado a la música jazz que se emitió semanalmente, entre 1984 y 1991, en la Segunda Cadena de Televisión Española.
Durante sus siete temporadas, desde el 3 de octubre de 1984 al 22 de diciembre de 1991, se emitieron unos 350 programas dirigidos por Javier Díez Moro y presentados por el crítico de jazz Juan Claudio Cifuentes.